# Metaconchoecia isocheira
Metaconchoecia isocheira är en kräftdjursart som först beskrevs av G. W. Müller 1906.  Metaconchoecia isocheira ingår i släktet Metaconchoecia och familjen Halocyprididae. Inga underarter finns listade i Catalogue of Life.